# Frans voetbalelftal onder 17 (mannen)
Het Frans voetbalelftal onder 17 is een voetbalelftal voor spelers onder de 17 jaar dat Frankrijk vertegenwoordigt in internationale wedstrijden. Onder toezicht van de FFF, komen de beste spelers van deze leeftijdscategorie uit voor Frankrijk.

## Erelijst
- Europees Kampioenschap (1x)

2004
- Wereldkampioenschap (1x)

2001

## Bondscoaches
- Philippe Bergeroo (2003-2004)
- Luc Rabat (2004-2005)
- François Blaquart (2005-2006)
- Luc Rabat (2006-2007)
- Francis Smerecki (2007-heden)

## Bekende (ex-)spelers
| - Hatem Ben Arfa - Karim Benzema - Jacques Faty - Anthony Le Tallec - Damien Le Tallec | - Jérémy Ménez - Samir Nasri - Florent Sinama-Pongolle - Franck Songo'o |

## Prestaties op internationale toernooien

### Europees kampioenschap
| Europees kampioenschap voetbal mannen onder 17 | Europees kampioenschap voetbal mannen onder 17 | Europees kampioenschap voetbal mannen onder 17 | Europees kampioenschap voetbal mannen onder 17 | Europees kampioenschap voetbal mannen onder 17 | Europees kampioenschap voetbal mannen onder 17 | Europees kampioenschap voetbal mannen onder 17 | Europees kampioenschap voetbal mannen onder 17 | Europees kampioenschap voetbal mannen onder 17 | Europees kampioenschap voetbal mannen onder 17 |
| Jaar                                           | Ronde                                          | Wed.                                           | W                                              | G                                              | V                                              | DV                                             | DT                                             | KW                                             |                                                |
| ---------------------------------------------- | ---------------------------------------------- | ---------------------------------------------- | ---------------------------------------------- | ---------------------------------------------- | ---------------------------------------------- | ---------------------------------------------- | ---------------------------------------------- | ---------------------------------------------- | ---------------------------------------------- |
| Toernooi was daarvoor EK onder 16.             |                                                |                                                |                                                |                                                |                                                |                                                |                                                |                                                |                                                |
| 2002                                           | Tweede                                         | 6                                              | 1                                              | 4                                              | 1                                              | 5                                              | 4                                              | kwalificatie                                   |                                                |
| 2003                                           | Niet gekwalificeerd                            | Niet gekwalificeerd                            | Niet gekwalificeerd                            | Niet gekwalificeerd                            | Niet gekwalificeerd                            | Niet gekwalificeerd                            | Niet gekwalificeerd                            | kwalificatie                                   |                                                |
| 2004                                           | Kampioen                                       | 5                                              | 5                                              | 0                                              | 0                                              | 11                                             | 3                                              | kwalificatie                                   |                                                |
| 2005                                           | Niet gekwalificeerd                            | Niet gekwalificeerd                            | Niet gekwalificeerd                            | Niet gekwalificeerd                            | Niet gekwalificeerd                            | Niet gekwalificeerd                            | Niet gekwalificeerd                            | kwalificatie                                   |                                                |
| 2006                                           | Niet gekwalificeerd                            | Niet gekwalificeerd                            | Niet gekwalificeerd                            | Niet gekwalificeerd                            | Niet gekwalificeerd                            | Niet gekwalificeerd                            | Niet gekwalificeerd                            | kwalificatie                                   |                                                |
| 2007                                           | Halve finale                                   | 4                                              | 1                                              | 1                                              | 2                                              | 4                                              | 6                                              | kwalificatie                                   |                                                |
| 2008                                           | Tweede                                         | 5                                              | 2                                              | 2                                              | 1                                              | 8                                              | 9                                              | kwalificatie                                   |                                                |
| 2009                                           | Groepsfase                                     | 3                                              | 0                                              | 2                                              | 1                                              | 2                                              | 3                                              | kwalificatie                                   |                                                |
| 2010                                           | Halve finale                                   | 4                                              | 2                                              | 0                                              | 2                                              | 6                                              | 5                                              | kwalificatie                                   |                                                |
| 2011                                           | Groepsfase                                     | 3                                              | 0                                              | 2                                              | 1                                              | 3                                              | 4                                              | kwalificatie                                   |                                                |
| 2012                                           | Groepsfase                                     | 3                                              | 0                                              | 2                                              | 1                                              | 3                                              | 6                                              | kwalificatie                                   |                                                |
| 2013                                           | Niet gekwalificeerd                            | Niet gekwalificeerd                            | Niet gekwalificeerd                            | Niet gekwalificeerd                            | Niet gekwalificeerd                            | Niet gekwalificeerd                            | Niet gekwalificeerd                            | kwalificatie                                   |                                                |
| 2014                                           | Niet gekwalificeerd                            | Niet gekwalificeerd                            | Niet gekwalificeerd                            | Niet gekwalificeerd                            | Niet gekwalificeerd                            | Niet gekwalificeerd                            | Niet gekwalificeerd                            | kwalificatie                                   |                                                |
| 2015                                           | Kampioen                                       | 6                                              | 5                                              | 1                                              | 0                                              | 15                                             | 2                                              | kwalificatie                                   |                                                |
| 2016                                           | Groepsfase                                     | 3                                              | 0                                              | 1                                              | 2                                              | 0                                              | 3                                              | kwalificatie                                   |                                                |
| 2017                                           | Kwartfinale                                    | 5                                              | 3                                              | 0                                              | 2                                              | 13                                             | 7                                              | kwalificatie                                   |                                                |
| 2018                                           | Niet gekwalificeerd                            | Niet gekwalificeerd                            | Niet gekwalificeerd                            | Niet gekwalificeerd                            | Niet gekwalificeerd                            | Niet gekwalificeerd                            | Niet gekwalificeerd                            | kwalificatie                                   |                                                |
| 2019                                           | Halve finale                                   | 5                                              | 3                                              | 1                                              | 1                                              | 14                                             | 6                                              | kwalificatie                                   |                                                |
| 2022                                           | Kampioen                                       | 6                                              | 4                                              | 1                                              | 1                                              | 16                                             | 8                                              | kwalificatie                                   |                                                |
| 2023                                           | Tweede                                         | 6                                              | 3                                              | 2                                              | 1                                              | 9                                              | 5                                              | kwalificatie                                   |                                                |
| 2024                                           | Groepsfase                                     | 3                                              | 2                                              | 0                                              | 1                                              | 3                                              | 5                                              | kwalificatie                                   |                                                |

### Wereldkampioenschap
| Wereldkampioenschap voetbal onder 17 overzicht | Wereldkampioenschap voetbal onder 17 overzicht | Wereldkampioenschap voetbal onder 17 overzicht | Wereldkampioenschap voetbal onder 17 overzicht | Wereldkampioenschap voetbal onder 17 overzicht | Wereldkampioenschap voetbal onder 17 overzicht | Wereldkampioenschap voetbal onder 17 overzicht | Wereldkampioenschap voetbal onder 17 overzicht |
| Jaar                                           | Ronde                                          | Wed.                                           | W                                              | G                                              | V                                              | DV                                             | DT                                             |
| ---------------------------------------------- | ---------------------------------------------- | ---------------------------------------------- | ---------------------------------------------- | ---------------------------------------------- | ---------------------------------------------- | ---------------------------------------------- | ---------------------------------------------- |
| Toernooi was daarvoor WK onder 16.             |                                                |                                                |                                                |                                                |                                                |                                                |                                                |
| 1991–1999                                      | Niet gekwalificeerd                            | Niet gekwalificeerd                            | Niet gekwalificeerd                            | Niet gekwalificeerd                            | Niet gekwalificeerd                            | Niet gekwalificeerd                            | Niet gekwalificeerd                            |
| 2001                                           | Kampioen                                       | 6                                              | 5                                              | 0                                              | 1                                              | 18                                             | 8                                              |
| 2003–2005                                      | Niet gekwalificeerd                            | Niet gekwalificeerd                            | Niet gekwalificeerd                            | Niet gekwalificeerd                            | Niet gekwalificeerd                            | Niet gekwalificeerd                            | Niet gekwalificeerd                            |
| 2007                                           | Kwartfinale                                    | 5                                              | 2                                              | 2                                              | 1                                              | 8                                              | 6                                              |
| 2009                                           | Niet gekwalificeerd                            | Niet gekwalificeerd                            | Niet gekwalificeerd                            | Niet gekwalificeerd                            | Niet gekwalificeerd                            | Niet gekwalificeerd                            | Niet gekwalificeerd                            |
| 2011                                           | Kwartfinale                                    | 5                                              | 2                                              | 2                                              | 1                                              | 9                                              | 6                                              |
| 2013                                           | Niet gekwalificeerd                            | Niet gekwalificeerd                            | Niet gekwalificeerd                            | Niet gekwalificeerd                            | Niet gekwalificeerd                            | Niet gekwalificeerd                            | Niet gekwalificeerd                            |
| 2015                                           | Achtste finale                                 | 4                                              | 3                                              | 1                                              | 0                                              | 14                                             | 4                                              |
| 2017                                           | Achtste finale                                 | 4                                              | 3                                              | 0                                              | 1                                              | 15                                             | 5                                              |
| 2019                                           | Derde                                          | 7                                              | 6                                              | 0                                              | 1                                              | 22                                             | 6                                              |
| 2023                                           | Tweede                                         | 7                                              | 5                                              | 2                                              | 0                                              | 12                                             | 3                                              |